# William Galbraith
William Galbraith   (Knoxville, 15 de setembre de 1906 - Williamsburg, 9 d'agost de 1994) va ser un militar i gimnasta artístic estatunidenc que va competir durant la dècada de 1930.
El 1932 va prendre part en els Jocs Olímpics de Los Angeles, on guanyà la medalla de plata en la prova d'escalada de corda del programa de gimnàstica.
El 1929 es graduà a l'Acadèmia Naval dels Estats Units. Va servir a la Marina fins al 1959, quan es llicencià com a contraalmirall. Durant la Segona Guerra Mundial fou fet presoner pels japonesos durant més de tres anys després que el vaixell USS Houston fos enfonsat.